# Judit Ágoston-Mendelényi
Judit Ágoston-Mendelényi (Miskolc, 21 gennaio 1937 – Göd, 12 maggio 2013) è stata una schermitrice ungherese, vincitrice di una medaglia d'oro nella scherma ai giochi olimpici.

## La morte
Morì a 76 anni nel maggio 2013.